# Jean-François Bouley
Pour les articles homonymes, voir Bouley.
Jean-François Bouley dit « Bouley jeune » est un vétérinaire français né à Paris le 12 septembre 1787 et mort à Paris le 11 février 1855. Issu d'une famille de maréchaux-ferrants, diplômé de l'École vétérinaire d'Alfort, il exerça le métier de vétérinaire à Paris tout en occupant une place de premier plan dans les cercles scientifiques médicaux et vétérinaires de son temps. Il a participé à la création du Recueil de médecine vétérinaire de l'École vétérinaire d'Alfort et fut un des fondateurs de la Société centrale vétérinaire qui devait donner plus tard l'Académie vétérinaire de France. Grand clinicien, il occupe une place importante dans l'histoire de la médecine vétérinaire qu'il a contribué à ériger en tant que science à part entière en la dégageant de ses origines liées à la maréchalerie. À ce titre et pour ses travaux il fut élu membre de l'Académie nationale de médecine .

## Biographie
Jean-François Bouley est né à Paris le 12 septembre 1787 et mort à Paris le 11 février 1855,.
Ses parents, Jean Bouley maréchal-ferrant originaire d’Arnay-le-Duc et Catherine Beurdeley originaire d’Époisses se sont mariés à Paris en 1779 et installés en 1782, rue de Normandie, dans le quartier du Marais. Leur premier fils, Henri-Claude Bouley, né à Paris en 1781 entre en 1798 à l' École vétérinaire d’Alfort où il est diplômé d’abord comme maréchal-ferrant, puis en 1804, comme « artiste vétérinaire » avant de faire une carrière militaire et de s’installer en 1814, rue de Sèze, à Paris. Il sera connu sous le nom de « Bouley Aîné ».
Jean-François, de six ans plus jeune entre à l’école vétérinaire d’Alfort en 1805 et en sort « artiste vétérinaire » en 1808. Il s’installe rue de Normandie, en succession de son père décédé quelques mois plus tôt. Il fera carrière sous le nom de « Bouley Jeune » et sera à l’origine d’une lignée de vétérinaires réputés qui marqueront l’histoire de la médecine vétérinaire française : son frère, « Bouley Aîné », son neveu, Henri-Symphorien, fils de ce dernier, son fils Henri-Marie  dit « Le Grand Bouley » et son petit fils Jean Paul. 
Bouley jeune fit à l’école d’Alfort des études brillantes et il y tissa des liens très étroits avec les plus grands de ses professeurs. Il fut répétiteur du professeur Jean-Félix Verrier et l’ami de Narcisse Girard qui fonda le Recueil de médecine vétérinaire en 1823. Il garda tout particulièrement des liens étroits avec le professeur Jean Girard, le père de Narcisse et le professeur Pierre Messidor Vatel
.
Installé comme vétérinaire, il eut à cœur de poursuivre dans cette pratique de ville le métier de vétérinaire tel qu’il avait appris à Alfort : observation clinique rigoureuse, traitements les plus en phase avec les connaissances scientifiques de l’époque, autopsie des bêtes qui mourraient afin de décrire et comprendre les causes de leur maladie. 
En 1812, il épouse Félicité Gilbert, jeune femme de 19 ans issue d’une famille de maréchaux instruits (familles Gilbert et Brayé installés à Paris depuis plusieurs générations). Cette dernière tint salon dans leur domicile du 4 rue de Normandie qui devint rapidement un haut lieu d’échanges entre maréchaux et vétérinaires parisiens et professeurs d’Alfort. Il gagna ainsi l’estime de ses collègues et fit reconnaître son expertise clinique et juridique et ses qualités humaines de conciliateur. C’est sans doute la raison pour laquelle il fut élu à l’Académie de médecine en 1823 en remplacement de Desplas. Il était âgé de 36 ans. Seuls avant lui, les professeurs Desplas, Huzard, Girard père et fils et Dupuy avaient eu cet honneur. Tous étaient professeurs à l’École vétérinaire d’Alfort. Il se montra très sensible à cette distinction et s’astreint toute sa vie à participer régulièrement à ses travaux.

## Œuvres et Publications

### Le Recueil de médecine vétérinaire
Bouley Jeune publia de nombreux articles  dans le Recueil de médecine vétérinaire, de nombreuses communications à l’Académie de Médecine et de nombreux rapports sur des questions juridiques à la demande du gouvernement. Parmi ces travaux, on doit citer :
- En 1830, son mémoire « Des maladies de la moelle épinière et de ses enveloppes chez le cheval »[5] qui constitua la révélation d’une maladie passée inaperçue chez ses devanciers. Elle démontre surtout son don de l’observation clinique et la capacité qu’il avait de séparer les données d’observation des commentaires et hypothèses qui en découlent, faisant ainsi preuve d’un esprit scientifique très en avance sur son temps.
- En 1831, la première description de la claudication intermittente chez le cheval[6], vingt huit ans avant que le professeur Jean-Martin Charcot ne la reconnaisse chez l’Homme (l'artériopathie oblitérante des membres inférieurs) après avoir eu connaissance des travaux de « Bouley Jeune »[7],[8],[9].

En 1837, il intègre le comité de rédaction du Recueil. Son fils Henri-Marie l’y rejoindra dès 1840 et en sera rédacteur en chef de 1846 à 1860.

### La Société centrale de Médecine vétérinaire
En 1844, avec un groupe d’une vingtaine de maréchaux et de vétérinaires de Paris et d’Alfort il appela à la constitution de la Société vétérinaire du département de la Seine. Il s’agissait de MM. Barthélemy aîné, Barthélémy jeune, Bouley aîné, Bouley jeune, Henri Bouley, Crépin,  Delafond, Delaguette, Girard,  Huzard, Laborde, Lassaigne, Magne, Petit, Renault, Bigot, Biquet, Rossignol père, Vatel père et  Yvart, qui devint rapidement la Société centrale de Médecine vétérinaire, puis en 1928, l’Académie Vétérinaire de France telle qu'elle existe aujourd'hui. Il en fit nommer président d’honneur son maître Jean Girard. Son fils Henri-Marie en fut nommé secrétaire adjoint dès sa création, puis resta secrétaire de cette société savante stratégique jusqu’à son décès en 1885.
Les comptes-rendus de la Société centrale de médecine vétérinaire sont publiés dans le Recueil de médecine vétérinaire dès sa première année, en 1846.

## Place de «Bouley jeune» dans l'histoire de la médecine vétérinaire
Au décès de « Bouley jeune », en 1855, chacun louera son exceptionnelle qualité professionnelle et ses qualités personnelles de modestie et de désintéressement,,.
La reconnaissance académique de ses travaux réalisés en tant que simple vétérinaire praticien, et non pas en tant que grand professeur comme son fils Henri Bouley, témoigne du haut niveau auquel il a porté la démarche clinique vétérinaire dans sa vie professionnelle. Cette reconnaissance scientifique souligne le changement de paradigme qui s'opère dans l'élite vétérinaire de ce temps : une rupture avec le monde de la maréchalerie, celui des origines de la science vétérinaire, dans lequel la médecine vétérinaire fut longtemps reléguée par les pouvoirs publics sous l'appellation réductrice d'« art vétérinaire », c'est-à-dire un art manuel.
D'esprit conciliateur, Bouley jeune n'a pas cherché à creuser le fossé qui se créait, et qui allait s'amplifier, entre les vétérinaires et les  maréchaux-experts exerçant la médecine vétérinaire sans formation scientifique et appelés pour cela « empiriques », mais plutôt à le combler, par l'exemplarité même de sa pratique, dans le sens d'un entraînement collectif vers un progrès commun.
Cette foi dans le progrès scientifique et les espérances nouvelles dont ce progrès était porteur sont le facteur du clivage qui s'accentue à partir du moment où les vétérinaires participeront à l'épopée  pasteurienne. C'est au nom du progrès scientifique qu'Henri Bouley, son fils, engagera un combat incessant, par ses discours et par ses écrits, contre les empiriques, y compris devant les tribunaux.
En plaçant son fils en poste de responsabilités dans les deux institutions qu’il avait contribué à créer et à faire respecter, le Recueil de médecine vétérinaire et la Société centrale de médecine vétérinaire, Bouley jeune lui aura fourni des outils indispensables à sa réussite. C’est ce fils qui lui succédera également à l’Académie nationale de médecine.  
« Bouley jeune » était encore en activité lorsqu’il mourut à Paris le 11 février 1855. Il était âgé de 67 ans.